# كرة القدم في الألعاب الأولمبية الصيفية 2016 – مسابقة السيدات
| كرة القدم في الألعاب الأولمبية الصيفية 2016 |
| ------------------------------------------- |
| المسابقة                                    |
| رجال سيدات                                  |
| التشكيلات                                   |
| رجال سيدات                                  |

مسابقة السيدات لكرة القدم في الألعاب الأولمبية الصيفية 2016 هي بطولة كرة قدم السيدات وتدخل ضمن مسابقات الألعاب الأولمبية الصيفية 2016 والتي أقيمت في البرازيل في الفترة ما بين 3 أغسطس إلى 19 أغسطس. وهي النسخة ال27 من بطولة كرة القدم في الألعاب الأولمبية الصيفية، بجوار جنبا إلى جنب مع مسابقة الرجال. إستضافت في 6 مدن برازيلية منافسات البطولة وهي ساو باولو وريو دي جانيرو وماناوس وسالفادور وبيلو هوريزونتي والعاصمة برازيليا. أشهر تلك المدن هي مدينة ريو دي جانيرو والتي إستضافت المباراة النهائية على ملعب ماراكانا.
دُعِيتْ الاتحادات المنتمية للاتحاد الدولي لكرة القدم للمشاركة بفرق الرجال تحت-23 سنة في التصفيات المؤهلة، وتأهل من خلالها 11 منتخباً للنهائيات إضافة للبلد المنظم. لعبت البطولة بنظام 3 مجموعات بحيث يتأهل صاحب المركز الأول والثاني مع أفضل مركزين من أصحاب المركز الثالث لخوض الأدوار الإقصائية. إقتصرت المشاركة في منافسات السيدات على اللاعبات الأقل من 23 عاماً (ولدت في أو بعد 1 يناير 1993) مع إمكانية إستدعاء 3 لاعبات بحد أقصى فوق السن المسموح به.
شهدت البطولة استخدام الوسائل التقنية لأول مرة في إدارة المنافسات مثل تقنية خط المرمى ونظام عين الصقر، التي قد استخدمت في بادئ الأمر في بطولات كأس العالم للأندية 2012 وكأس القارات 2013 وكأس العالم لكرة القدم 2014. وفي مارس من عام 2016 وافق مجلس الاتحاد الدولي لكرة القدم على السماح بإجراء تبديل فقط خلال الأشواط الإضافية.

## الأماكن
| ريو دي جانيرو، ولاية ريو                                | ريو دي جانيرو، ولاية ريو | برازيليا، القطاع الفدرالي | ساو باولو، ولاية ساو باولو |
| ------------------------------------------------------- | --- | --- | --- |
| ملعب ماراكانا                                           | ملعب جواو هافيلانج الأولمبي | ملعب برازيليا الوطني | ملعب كورينثيانز الجديد |
| 15°47′0.6″S 47°53′56.99″W / 15.783500°S 47.8991639°W    | 23°32′43.91″S 46°28′24.14″W / 23.5455306°S 46.4733722°W                                                                                | 22°53′35.42″S 43°17′32.17″W / 22.8931722°S 43.2922694°W                                                                                | 22°54′43.8″S 43°13′48.59″W / 22.912167°S 43.2301639°W                                                                                  |
| السعة: 74,738 تجديد خلال كأس العالم لكرة القدم 2014     | السعة: 60,000 تجديد خلال الألعاب الأولمبية الصيفية 2016                                                                                | السعة: 69,349 تجديد خلال كأس العالم لكرة القدم 2014                                                                                    | السعة: 48,234 ملعب جديد خلال كأس العالم لكرة القدم 2014                                                                                |
|                                                         | | | |
| بيلو هوريزونتي، ولاية ميناس جرايس                       | بيلو هوريزونتي برازيليا ساو باولو ريو دي جانيرو سالفادور ماناوسكرة القدم في الألعاب الأولمبية الصيفية 2016 – مسابقة السيدات (البرازيل) | بيلو هوريزونتي برازيليا ساو باولو ريو دي جانيرو سالفادور ماناوسكرة القدم في الألعاب الأولمبية الصيفية 2016 – مسابقة السيدات (البرازيل) | بيلو هوريزونتي برازيليا ساو باولو ريو دي جانيرو سالفادور ماناوسكرة القدم في الألعاب الأولمبية الصيفية 2016 – مسابقة السيدات (البرازيل) |
| ملعب مينيراو                                            | بيلو هوريزونتي برازيليا ساو باولو ريو دي جانيرو سالفادور ماناوسكرة القدم في الألعاب الأولمبية الصيفية 2016 – مسابقة السيدات (البرازيل) | بيلو هوريزونتي برازيليا ساو باولو ريو دي جانيرو سالفادور ماناوسكرة القدم في الألعاب الأولمبية الصيفية 2016 – مسابقة السيدات (البرازيل) | بيلو هوريزونتي برازيليا ساو باولو ريو دي جانيرو سالفادور ماناوسكرة القدم في الألعاب الأولمبية الصيفية 2016 – مسابقة السيدات (البرازيل) |
| 19°51′57″S 43°58′15″W / 19.86583°S 43.97083°W           | بيلو هوريزونتي برازيليا ساو باولو ريو دي جانيرو سالفادور ماناوسكرة القدم في الألعاب الأولمبية الصيفية 2016 – مسابقة السيدات (البرازيل) | بيلو هوريزونتي برازيليا ساو باولو ريو دي جانيرو سالفادور ماناوسكرة القدم في الألعاب الأولمبية الصيفية 2016 – مسابقة السيدات (البرازيل) | بيلو هوريزونتي برازيليا ساو باولو ريو دي جانيرو سالفادور ماناوسكرة القدم في الألعاب الأولمبية الصيفية 2016 – مسابقة السيدات (البرازيل) |
| السعة: 58,170 تجديد خلال كأس العالم لكرة القدم 2014     | بيلو هوريزونتي برازيليا ساو باولو ريو دي جانيرو سالفادور ماناوسكرة القدم في الألعاب الأولمبية الصيفية 2016 – مسابقة السيدات (البرازيل) | بيلو هوريزونتي برازيليا ساو باولو ريو دي جانيرو سالفادور ماناوسكرة القدم في الألعاب الأولمبية الصيفية 2016 – مسابقة السيدات (البرازيل) | بيلو هوريزونتي برازيليا ساو باولو ريو دي جانيرو سالفادور ماناوسكرة القدم في الألعاب الأولمبية الصيفية 2016 – مسابقة السيدات (البرازيل) |
|                                                         | بيلو هوريزونتي برازيليا ساو باولو ريو دي جانيرو سالفادور ماناوسكرة القدم في الألعاب الأولمبية الصيفية 2016 – مسابقة السيدات (البرازيل) | بيلو هوريزونتي برازيليا ساو باولو ريو دي جانيرو سالفادور ماناوسكرة القدم في الألعاب الأولمبية الصيفية 2016 – مسابقة السيدات (البرازيل) | بيلو هوريزونتي برازيليا ساو باولو ريو دي جانيرو سالفادور ماناوسكرة القدم في الألعاب الأولمبية الصيفية 2016 – مسابقة السيدات (البرازيل) |
| سالفادور، ولاية باهيا                                   | بيلو هوريزونتي برازيليا ساو باولو ريو دي جانيرو سالفادور ماناوسكرة القدم في الألعاب الأولمبية الصيفية 2016 – مسابقة السيدات (البرازيل) | بيلو هوريزونتي برازيليا ساو باولو ريو دي جانيرو سالفادور ماناوسكرة القدم في الألعاب الأولمبية الصيفية 2016 – مسابقة السيدات (البرازيل) | بيلو هوريزونتي برازيليا ساو باولو ريو دي جانيرو سالفادور ماناوسكرة القدم في الألعاب الأولمبية الصيفية 2016 – مسابقة السيدات (البرازيل) |
| أرينا فونتي نوفا                                        | بيلو هوريزونتي برازيليا ساو باولو ريو دي جانيرو سالفادور ماناوسكرة القدم في الألعاب الأولمبية الصيفية 2016 – مسابقة السيدات (البرازيل) | بيلو هوريزونتي برازيليا ساو باولو ريو دي جانيرو سالفادور ماناوسكرة القدم في الألعاب الأولمبية الصيفية 2016 – مسابقة السيدات (البرازيل) | بيلو هوريزونتي برازيليا ساو باولو ريو دي جانيرو سالفادور ماناوسكرة القدم في الألعاب الأولمبية الصيفية 2016 – مسابقة السيدات (البرازيل) |
| 12°58′43″S 38°30′15″W / 12.97861°S 38.50417°W           | بيلو هوريزونتي برازيليا ساو باولو ريو دي جانيرو سالفادور ماناوسكرة القدم في الألعاب الأولمبية الصيفية 2016 – مسابقة السيدات (البرازيل) | بيلو هوريزونتي برازيليا ساو باولو ريو دي جانيرو سالفادور ماناوسكرة القدم في الألعاب الأولمبية الصيفية 2016 – مسابقة السيدات (البرازيل) | بيلو هوريزونتي برازيليا ساو باولو ريو دي جانيرو سالفادور ماناوسكرة القدم في الألعاب الأولمبية الصيفية 2016 – مسابقة السيدات (البرازيل) |
| السعة: 51,900 ملعب جديد خلال كأس العالم لكرة القدم 2014 | بيلو هوريزونتي برازيليا ساو باولو ريو دي جانيرو سالفادور ماناوسكرة القدم في الألعاب الأولمبية الصيفية 2016 – مسابقة السيدات (البرازيل) | بيلو هوريزونتي برازيليا ساو باولو ريو دي جانيرو سالفادور ماناوسكرة القدم في الألعاب الأولمبية الصيفية 2016 – مسابقة السيدات (البرازيل) | بيلو هوريزونتي برازيليا ساو باولو ريو دي جانيرو سالفادور ماناوسكرة القدم في الألعاب الأولمبية الصيفية 2016 – مسابقة السيدات (البرازيل) |
|                                                         | بيلو هوريزونتي برازيليا ساو باولو ريو دي جانيرو سالفادور ماناوسكرة القدم في الألعاب الأولمبية الصيفية 2016 – مسابقة السيدات (البرازيل) | بيلو هوريزونتي برازيليا ساو باولو ريو دي جانيرو سالفادور ماناوسكرة القدم في الألعاب الأولمبية الصيفية 2016 – مسابقة السيدات (البرازيل) | بيلو هوريزونتي برازيليا ساو باولو ريو دي جانيرو سالفادور ماناوسكرة القدم في الألعاب الأولمبية الصيفية 2016 – مسابقة السيدات (البرازيل) |
| ماناوس، ولاية الأمازون                                  | بيلو هوريزونتي برازيليا ساو باولو ريو دي جانيرو سالفادور ماناوسكرة القدم في الألعاب الأولمبية الصيفية 2016 – مسابقة السيدات (البرازيل) | بيلو هوريزونتي برازيليا ساو باولو ريو دي جانيرو سالفادور ماناوسكرة القدم في الألعاب الأولمبية الصيفية 2016 – مسابقة السيدات (البرازيل) | بيلو هوريزونتي برازيليا ساو باولو ريو دي جانيرو سالفادور ماناوسكرة القدم في الألعاب الأولمبية الصيفية 2016 – مسابقة السيدات (البرازيل) |
| أرينا دا أمازونيا                                       | بيلو هوريزونتي برازيليا ساو باولو ريو دي جانيرو سالفادور ماناوسكرة القدم في الألعاب الأولمبية الصيفية 2016 – مسابقة السيدات (البرازيل) | بيلو هوريزونتي برازيليا ساو باولو ريو دي جانيرو سالفادور ماناوسكرة القدم في الألعاب الأولمبية الصيفية 2016 – مسابقة السيدات (البرازيل) | بيلو هوريزونتي برازيليا ساو باولو ريو دي جانيرو سالفادور ماناوسكرة القدم في الألعاب الأولمبية الصيفية 2016 – مسابقة السيدات (البرازيل) |
| 3°4′59″S 60°1′41″W / 3.08306°S 60.02806°W               | بيلو هوريزونتي برازيليا ساو باولو ريو دي جانيرو سالفادور ماناوسكرة القدم في الألعاب الأولمبية الصيفية 2016 – مسابقة السيدات (البرازيل) | بيلو هوريزونتي برازيليا ساو باولو ريو دي جانيرو سالفادور ماناوسكرة القدم في الألعاب الأولمبية الصيفية 2016 – مسابقة السيدات (البرازيل) | بيلو هوريزونتي برازيليا ساو باولو ريو دي جانيرو سالفادور ماناوسكرة القدم في الألعاب الأولمبية الصيفية 2016 – مسابقة السيدات (البرازيل) |
| السعة: 40,549 ملعب جديد خلال كأس العالم لكرة القدم 2014 | بيلو هوريزونتي برازيليا ساو باولو ريو دي جانيرو سالفادور ماناوسكرة القدم في الألعاب الأولمبية الصيفية 2016 – مسابقة السيدات (البرازيل) | بيلو هوريزونتي برازيليا ساو باولو ريو دي جانيرو سالفادور ماناوسكرة القدم في الألعاب الأولمبية الصيفية 2016 – مسابقة السيدات (البرازيل) | بيلو هوريزونتي برازيليا ساو باولو ريو دي جانيرو سالفادور ماناوسكرة القدم في الألعاب الأولمبية الصيفية 2016 – مسابقة السيدات (البرازيل) |
|                                                         | بيلو هوريزونتي برازيليا ساو باولو ريو دي جانيرو سالفادور ماناوسكرة القدم في الألعاب الأولمبية الصيفية 2016 – مسابقة السيدات (البرازيل) | بيلو هوريزونتي برازيليا ساو باولو ريو دي جانيرو سالفادور ماناوسكرة القدم في الألعاب الأولمبية الصيفية 2016 – مسابقة السيدات (البرازيل) | بيلو هوريزونتي برازيليا ساو باولو ريو دي جانيرو سالفادور ماناوسكرة القدم في الألعاب الأولمبية الصيفية 2016 – مسابقة السيدات (البرازيل) |

## مرحلة المجموعات

### المجموعة ر
| م | الفريق       | لعب | ف | ت | خ | أ.له | أ.ع | أ.ف | نقاط | التأهل                 |
| - | ------------ | --- | - | - | - | ---- | --- | --- | ---- | ---------------------- |
| 1 | البرازيل (H) | 3   | 2 | 1 | 0 | 8    | 1   | +7  | 7    | التأهل إلى ربع النهائي |
| 2 | الصين        | 3   | 1 | 1 | 1 | 2    | 3   | −1  | 4    | التأهل إلى ربع النهائي |
| 3 | السويد       | 3   | 1 | 1 | 1 | 2    | 5   | −3  | 4    | التأهل إلى ربع النهائي |
| 4 | جنوب إفريقيا | 3   | 0 | 1 | 2 | 0    | 3   | −3  | 1    |                        |

| السويد    | 1–0                          | جنوب إفريقيا |
| --------- | ---------------------------- | ------------ |
| فيتشر 76' | تقرير (ريو2016) تقرير (فيفا) |              |

| البرازيل                                | 3–0                          | الصين |
| --------------------------------------- | ---------------------------- | ----- |
| مونيكا 36' · أندريسا 59' · كريستيان 90' | تقرير (ريو2016) تقرير (فيفا) |       |

| جنوب إفريقيا | 0–2                          | الصين                         |
| ------------ | ---------------------------- | ----------------------------- |
|              | تقرير (ريو2016) تقرير (فيفا) | غو ياشا 1+45' · تان رويين 87' |

| البرازيل                                                | 5–1                          | السويد |
| ------------------------------------------------------- | ---------------------------- | ------ |
| زانيراتو 21'، 86' · روزيرا 24' · مارتا 44' (ركلة.)، 80' | تقرير (Rio2016) تقرير (FIFA) |        |

| جنوب إفريقيا | 0–0                          | البرازيل |
| ------------ | ---------------------------- | -------- |
|              | تقرير (Rio2016) تقرير (FIFA) |          |

| الصين | 0–0                          | السويد |
| ----- | ---------------------------- | ------ |
|       | تقرير (Rio2016) تقرير (FIFA) |        |

### المجموعة س
| م | الفريق   | لعب | ف | ت | خ | أ.له | أ.ع | أ.ف | نقاط | التأهل                 |
| - | -------- | --- | - | - | - | ---- | --- | --- | ---- | ---------------------- |
| 1 | كندا     | 3   | 3 | 0 | 0 | 7    | 1   | +6  | 9    | التأهل إلى ربع النهائي |
| 2 | ألمانيا  | 3   | 1 | 1 | 1 | 9    | 5   | +4  | 4    | التأهل إلى ربع النهائي |
| 3 | أستراليا | 3   | 1 | 1 | 1 | 8    | 5   | +3  | 4    | التأهل إلى ربع النهائي |
| 4 | زيمبابوي | 3   | 0 | 0 | 3 | 3    | 15  | −12 | 0    |                        |

| كندا                  | 2–0                          | أستراليا |
| --------------------- | ---------------------------- | -------- |
| بيكي 1' · سينكلير 80' | تقرير (Rio2016) تقرير (FIFA) |          |

| ألمانيا                                                                     | 6–1                          | زيمبابوي   |
| --------------------------------------------------------------------------- | ---------------------------- | ---------- |
| ديبريتز 22' · بوب 36' · بيرنغير 53'، 78' · ليوبولز 83' · شيباندا 90' (ذاتي) | تقرير (Rio2016) تقرير (FIFA) | بازوبو 50' |

| كندا                               | 3–1                          | زيمبابوي    |
| ---------------------------------- | ---------------------------- | ----------- |
| بيكي 7'، 35' · سينكلير 19' (ركلة.) | تقرير (Rio2016) تقرير (FIFA) | شيراندو 86' |

| ألمانيا                       | 2–2                          | أستراليا           |
| ----------------------------- | ---------------------------- | ------------------ |
| ديبريتز 2+45' · بارتوشياك 88' | تقرير (Rio2016) تقرير (FIFA) | كير 6' · فوورد 45' |

| ألمانيا             | 1–2                          | كندا              |
| ------------------- | ---------------------------- | ----------------- |
| بيرنغير 13' (ركلة.) | تقرير (Rio2016) تقرير (FIFA) | تانكريدي 26'، 60' |

| أستراليا                                                              | 6–1                          | زيمبابوي    |
| --------------------------------------------------------------------- | ---------------------------- | ----------- |
| دي فانا 2' · بولكينغورن 15' · كينيدي 37' · سيمون 50' · هيمان 55'، 66' | تقرير (Rio2016) تقرير (FIFA) | مسيبا 1+90' |

### المجموعة ه
| م | الفريق           | لعب | ف | ت | خ | أ.له | أ.ع | أ.ف | نقاط | التأهل                 |
| - | ---------------- | --- | - | - | - | ---- | --- | --- | ---- | ---------------------- |
| 1 | الولايات المتحدة | 3   | 2 | 1 | 0 | 5    | 2   | +3  | 7    | التأهل إلى ربع النهائي |
| 2 | فرنسا            | 3   | 2 | 0 | 1 | 7    | 1   | +6  | 6    | التأهل إلى ربع النهائي |
| 3 | نيوزيلندا        | 3   | 1 | 0 | 2 | 1    | 5   | −4  | 3    |                        |
| 4 | كولومبيا         | 3   | 0 | 1 | 2 | 2    | 7   | −5  | 1    |                        |

| الولايات المتحدة     | 2–0                          | نيوزيلندا |
| -------------------- | ---------------------------- | --------- |
| لويد 9' · مورغان 46' | تقرير (Rio2016) تقرير (FIFA) |           |

| فرنسا                                                 | 4–0                          | كولومبيا |
| ----------------------------------------------------- | ---------------------------- | -------- |
| أرياس 2' (ه.ذ.) · لو سومي 14' · أبيلي 42' · ماجري 82' | تقرير (Rio2016) تقرير (FIFA) |          |

| الولايات المتحدة | 1–0                          | فرنسا |
| ---------------- | ---------------------------- | ----- |
| لويد 64'         | تقرير (Rio2016) تقرير (FIFA) |       |

| كولومبيا | 0–1                          | نيوزيلندا |
| -------- | ---------------------------- | --------- |
|          | تقرير (Rio2016) تقرير (FIFA) | هيرن 64'  |

| كولومبيا       | 0–1                          | الولايات المتحدة  |
| -------------- | ---------------------------- | ----------------- |
| يوزمي 26'، 90' | تقرير (Rio2016) تقرير (FIFA) | دان 41' · بوغ 59' |

| نيوزيلندا | 0–3                          | فرنسا                                  |
| --------- | ---------------------------- | -------------------------------------- |
|           | تقرير (Rio2016) تقرير (FIFA) | لو سوميغ 38' · نسيب 63'، 2+90' (ركلة.) |

### ترتيب فرق المركز الثالث
| م | مج | الفريق    | لعب | ف | ت | خ | أ.له | أ.ع | أ.ف | نقاط | التأهل                 |
| - | -- | --------- | --- | - | - | - | ---- | --- | --- | ---- | ---------------------- |
| 1 | ر  | أستراليا  | 3   | 1 | 1 | 1 | 8    | 5   | +3  | 4    | التأهل إلى ربع النهائي |
| 2 | س  | السويد    | 3   | 1 | 1 | 1 | 2    | 5   | −3  | 4    | التأهل إلى ربع النهائي |
| 3 | ه  | نيوزيلندا | 3   | 1 | 0 | 2 | 1    | 5   | −4  | 3    |                        |

## مرحلة خروج المغلوب

### الفرق المتأهلة
| المجموعة | المركز الأول     | المركز الثاني | المركز الثالث (أفضل منتخبين يتأهلان) |
| -------- | ---------------- | ------------- | ------------------------------------ |
| ر        | البرازيل         | الصين         | السويد                               |
| س        | كندا             | ألمانيا       | أستراليا                             |
| ه        | الولايات المتحدة | فرنسا         | —                                    |

|  | ربع النهائي               | ربع النهائي               |                          |       | نصف النهائي                | نصف النهائي                |  |  | مباراة الميدالية الذهبية | مباراة الميدالية الذهبية |
|  |                           |                           |                          |       |                            |                            |  |  |                          |                          |
|  | 12 أغسطس — بيلو هوريزونتي |                           |                          |       |                            |                            |  |  |                          |                          |
|  |                           |                           |                          |       |                            |                            |  |  |                          |                          |
|  | البرازيل (ر)              | 0 (7)                     |                          |       |                            |                            |  |  |                          |                          |
|  | البرازيل (ر)              | 0 (7)                     | 16 أغسطس — ريو دي جانيرو |       |                            |                            |  |  |                          |                          |
|  | أستراليا                  | 0 (6)                     |                          |       |                            |                            |  |  |                          |                          |
|  | أستراليا                  | 0 (6)                     | البرازيل                 | 0 (3) |                            |                            |  |  |                          |                          |
|  | 12 أغسطس — برازيليا       |                           | البرازيل                 | 0 (3) |                            |                            |  |  |                          |                          |
|  |                           | السويد (ر)                | 0 (4)                    |       |                            |                            |  |  |                          |                          |
|  | السويد (ر)                | السويد (ر)                | 0 (4)                    | 1 (4) |                            |                            |  |  |                          |                          |
|  | السويد (ر)                |                           | 19 أغسطس — ريو دي جانيرو | 1 (4) |                            |                            |  |  |                          |                          |
|  | الولايات المتحدة          | 1 (3)                     |                          |       |                            |                            |  |  |                          |                          |
|  | الولايات المتحدة          | 1 (3)                     | السويد                   | 1     |                            |                            |  |  |                          |                          |
|  | 12 أغسطس — ساو باولو      |                           | السويد                   | 1     |                            |                            |  |  |                          |                          |
|  |                           | ألمانيا                   | 2                        |       |                            |                            |  |  |                          |                          |
|  | كندا                      | ألمانيا                   | 2                        | 1     |                            |                            |  |  |                          |                          |
|  | كندا                      | 16 أغسطس — بيلو هوريزونتي |                          | 1     |                            |                            |  |  |                          |                          |
|  | فرنسا                     | 0                         |                          |       |                            |                            |  |  |                          |                          |
|  | فرنسا                     | 0                         | كندا                     | 0     |                            |                            |  |  |                          |                          |
|  | 12 أغسطس — سالفادور       |                           | كندا                     | 0     |                            |                            |  |  |                          |                          |
|  |                           | ألمانيا                   | 2                        |       | مباراة الميدالية البرونزية | مباراة الميدالية البرونزية |  |  |                          |                          |
|  | الصين                     | ألمانيا                   | 2                        | 0     | مباراة الميدالية البرونزية | مباراة الميدالية البرونزية |  |  |                          |                          |
|  | الصين                     |                           | 19 أغسطس — ساو باولو     | 0     |                            |                            |  |  |                          |                          |
|  | ألمانيا                   | 1                         |                          |       |                            |                            |  |  |                          |                          |
|  | ألمانيا                   | 1                         | البرازيل                 | 1     |                            |                            |  |  |                          |                          |
|  |                           |                           |                          |       |                            |                            |  |  |                          |                          |
|  | كندا                      | 2                         |                          |       |                            |                            |  |  |                          |                          |
|  | كندا                      | 2                         |                          |       |                            |                            |  |  |                          |                          |

### ربع النهائي
| الولايات المتحدة | 1–1 (ب.و.إ.)                 | السويد          |
| ---------------- | ---------------------------- | --------------- |
| مورغان 77'       | تقرير (Rio2016) تقرير (FIFA) | بلاكستينيوس 61' |

| الصين | 0–1                          | ألمانيا     |
| ----- | ---------------------------- | ----------- |
|       | تقرير (Rio2016) تقرير (FIFA) | بيرنغير 76' |

| كندا      | 1–0                          | فرنسا |
| --------- | ---------------------------- | ----- |
| شميدت 56' | تقرير (Rio2016) تقرير (FIFA) |       |

| البرازيل | 0–0 (ب.و.إ.)                 | أستراليا |
| -------- | ---------------------------- | -------- |
|          | تقرير (Rio2016) تقرير (FIFA) |          |

### نصف النهائي
| البرازيل | 0–0 (ب.و.إ.)                 | السويد |
| -------- | ---------------------------- | ------ |
|          | تقرير (Rio2016) تقرير (FIFA) |        |

| كندا | 0–2                          | ألمانيا                           |
| ---- | ---------------------------- | --------------------------------- |
|      | تقرير (Rio2016) تقرير (FIFA) | بيرنغير 21'، ركلة.' · ديبريتز 59' |

### مباراة الميدالية البرونزية
| البرازيل   | 1–2                          | كندا                  |
| ---------- | ---------------------------- | --------------------- |
| بيتريز 79' | تقرير (Rio2016) تقرير (FIFA) | روز 25' · سينكلير 52' |

### مباراة الميدالية الذهبية
| السويد          | 1–2                          | ألمانيا                           |
| --------------- | ---------------------------- | --------------------------------- |
| بلاكستينيوس 67' | تقرير (Rio2016) تقرير (FIFA) | ماروسان 48' · سيمبرانت 62' (ه.ذ.) |